# Mk 36 SRBOC

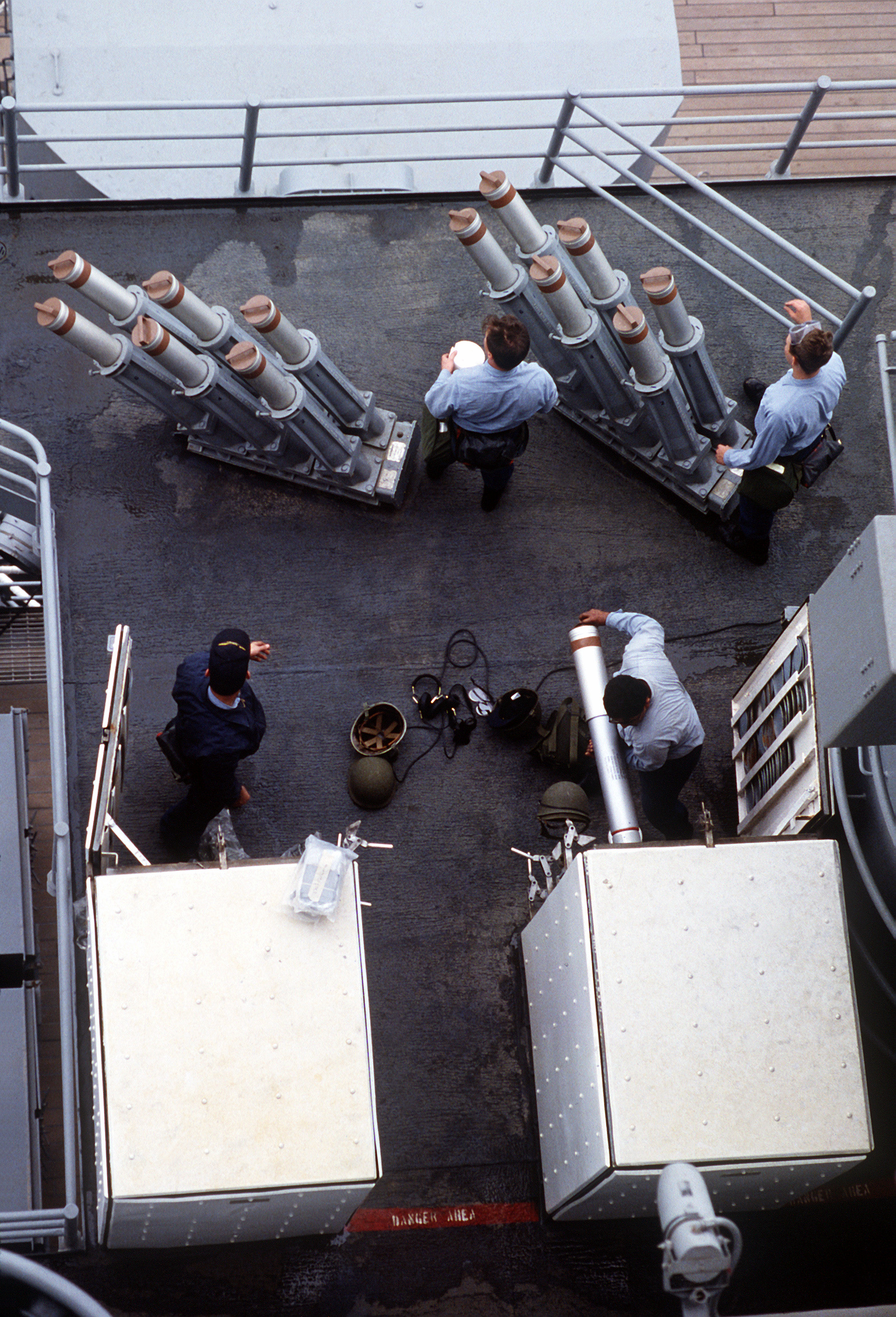
Mk.137 発射機とMk.5 ロッカー。カートリッジが装填されている

Mk.36 SRBOC（英語: Mark 36 Super Rapid Bloom Offboard Countermeasures）は、アメリカ合衆国が開発した艦載用のデコイ展開システム。NATOのシー・ナットと並んで、西側諸国でもっとも一般的な機種となっている。

## 概要
Mk.36 SRBOCは、攻撃機や対艦ミサイルなどの攻撃に対処し、これを撹乱するために用いられる。多くの場合、電子戦支援（ESM）システム（レーダー警報受信機など）と連動して、脅威を探知すると同時に、自動的に対抗手段を投射して、艦の周囲に展開することができる。ここで使用される対抗手段としては、古典的なチャフやフレアのほか、NULKAのようなアクティブ・デコイや使い捨て型電子対抗手段（ECM）装置もある。
Mk.36 SRBOCは、Mk.137 発射機とMk.164 制御盤、Mk.160 電源装置などによって構成されている。Mk.137 発射機は、本質的には130mm口径、固定式の6連装臼砲であり、初速は75メートル毎秒である。モデルによって、システムに含まれる発射機の基数は変わっており、Mod.1, 5で2基、Mod.2, 6, 9で4基、Mod.8で8基、Mod.10で6基が配置されている。
再装填は手動であり、発射機近傍には予備弾を収容したMk.5 RSL（Ready Service Locker）が配置されており、このロッカー1基につき20発の予備弾が収容されている。その後、容量を35発に増やしたMk.5 Mod.4 RSLが開発され、Mod.11以降ではこれが採用された。Mod.11では4セットの発射機およびRSLが、Mod.12では6セットの発射機およびRSLが含まれている。

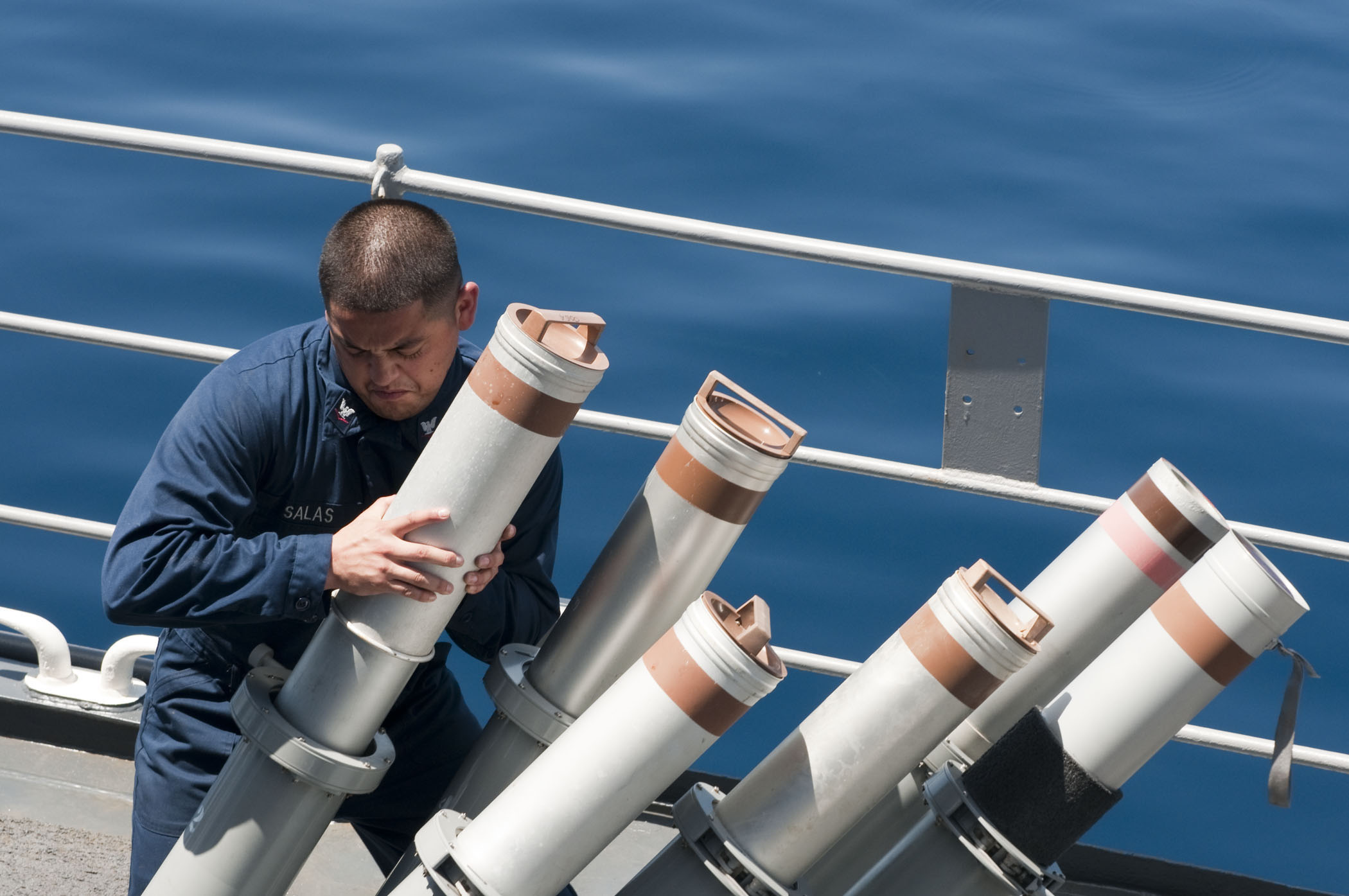
装填状態のMk.137 発射機
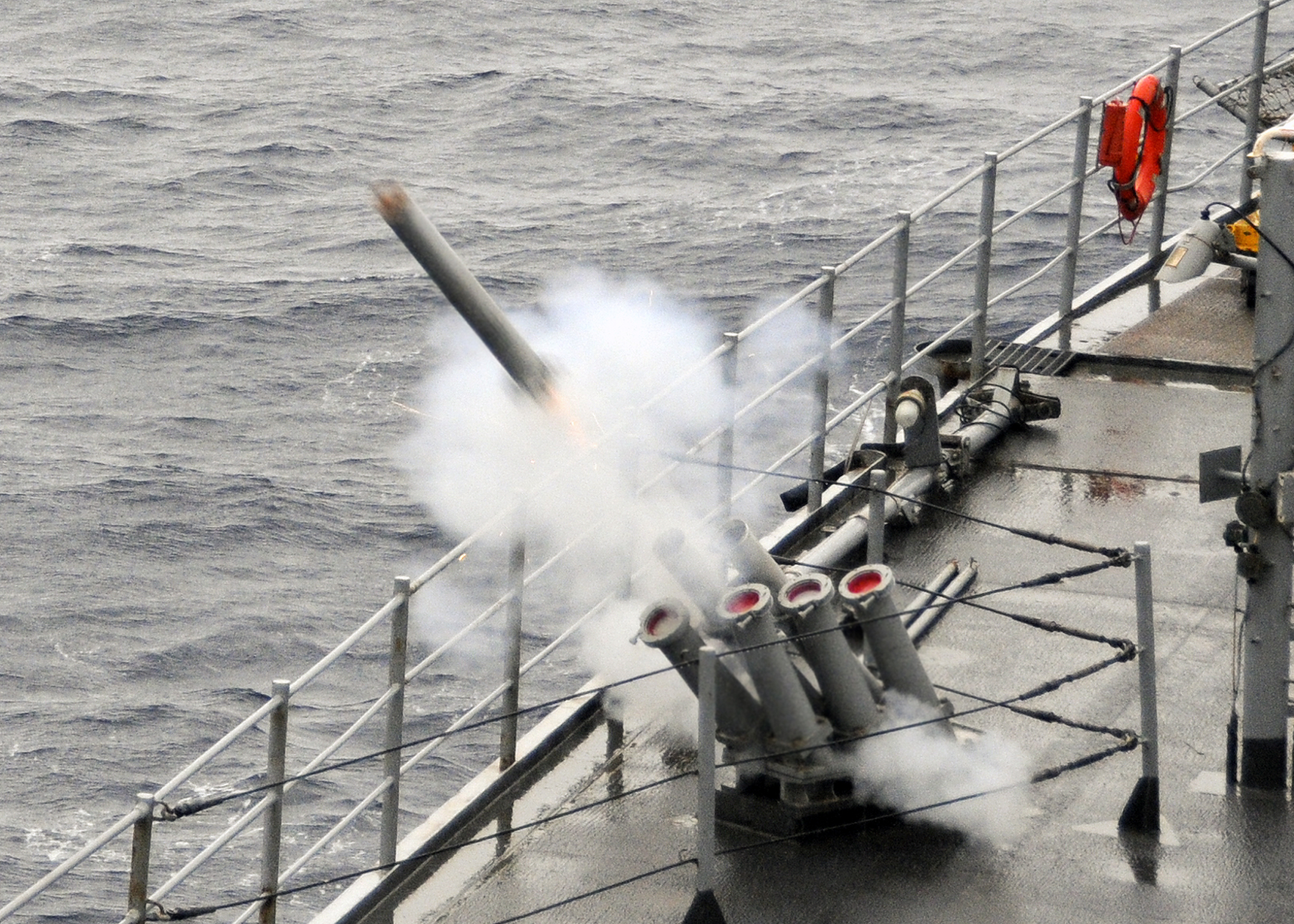
Mk.214 チャフ・キャニスターの発射

## 搭載艦艇
アメリカ海軍
- スリバチ級給兵艦
- ファラガット級ミサイル駆逐艦
- リーヒ級ミサイル巡洋艦
- サクラメント級高速戦闘支援艦
- ベルナップ級ミサイル巡洋艦
- ノックス級フリゲート
- ブルック級ミサイルフリゲート
- 原子力ミサイル巡洋艦「トラクスタン」
- ニューポート級戦車揚陸艦
- カリフォルニア級原子力ミサイル巡洋艦
- ブルー・リッジ級揚陸指揮艦
- バージニア級原子力ミサイル巡洋艦
- オリバー・ハザード・ペリー級ミサイルフリゲート
- スプルーアンス級駆逐艦
- タラワ級強襲揚陸艦
- キッド級ミサイル駆逐艦
- タイコンデロガ級ミサイル巡洋艦
- ホイッドビー・アイランド級ドック型揚陸艦
- ワスプ級強襲揚陸艦
- ミッドウェイ級航空母艦
- アーレイ・バーク級ミサイル駆逐艦
- サプライ級高速戦闘支援艦
- ハーパーズ・フェリー級ドック型揚陸艦
- サン・アントニオ級ドック型輸送揚陸艦

 イギリス海軍
- 82型駆逐艦「ブリストル」

 オランダ海軍
- トロンプ級フリゲート
- コルテノール級フリゲート
- ヤコブ・ファン・ヘームスケルク級フリゲート
- デ・ゼーヴェン・プロヴィンシェン級フリゲート

 オーストラリア海軍
- アデレード級フリゲート
- ホバート級駆逐艦

 海上自衛隊
- ミサイル護衛艦「あまつかぜ」
- たかつき型護衛艦
- はるな型護衛艦
- たちかぜ型護衛艦
- 補給艦「さがみ」
- しらね型護衛艦
- 護衛艦「いしかり」
- はつゆき型護衛艦
- ゆうばり型護衛艦
- はたかぜ型護衛艦
- とわだ型補給艦
- あさぎり型護衛艦
- あぶくま型護衛艦
- こんごう型護衛艦
- むらさめ型護衛艦
- おおすみ型輸送艦 (2代)
- 練習艦「かしま」
- たかなみ型護衛艦
- ましゅう型補給艦
- あたご型護衛艦
- あきづき型護衛艦 (2代)
- あさひ型護衛艦 (2代)
- まや型護衛艦
- もがみ型護衛艦

 サウジアラビア海軍
- バドル級コルベット

 スペイン海軍
- バレアレス級フリゲート
- デスクビエルタ級コルベット
- サンタ・マリア級フリゲート
- 軽空母「プリンシペ・デ・アストゥリアス」
- アルバロ・デ・バサン級フリゲート
- ボニファス級フリゲート

 大韓民国海軍
- 浦項級コルベット

 中華民国海軍
- 済陽級フリゲート
- 成功級フリゲート
- 基隆級駆逐艦

 ドイツ海軍
- リュッチェンス級駆逐艦
- ブレーメン級フリゲート
- ザクセン級フリゲート

 トルコ海軍
- ヤウズ級/バルバロス級/サーヒリレイス級フリゲート

 ポルトガル海軍
- ジョアン・ベーロ級フリゲート
- ヴァスコ・ダ・ガマ級フリゲート

## 登場作品
『空母いぶき』
航空機搭載型護衛艦「いぶき」が使用した。